# Delia Matte Pérez
Delia Matte Pérez (Santiago, h. 1866-ibídem, 15 de junio de 1941) fue una feminista chilena de principios del siglo XX, perteneciente a una notable familia aristocrática. Fundadora del Club de Señoras en 1916, que inició la lucha en pro de la emancipación de la mujer y generó del primer proyecto de ley para conceder derechos de ciudadanía a la mujer chilena.

## Primeros años de vida
Fue hija del banquero y comerciante Domingo Matte Mesías y de Rosalía Pérez Vargas, quienes formaron una familia culta y liberal que le dieron una educación inusual para una mujer de la época. Sus hermanos mayores fueron Augusto, Eduardo, Claudio y Ricardo Matte Pérez.
Contrajo matrimonio con Salvador Izquierdo.

## Vida pública
En 1915 comenzó a concebir la idea de liberar las mujeres a través de la cultura y fue así como, a imitación de los círculos de lectura norteamericanos, fundó el Club de Señoras (junto con la escritora Iris, Amanda Labarca, y Martina Barros de Orrego, entre otras). Si bien originalmente perseguía fines culturales, la presión social de la Iglesia católica y del Partido Conservador a esta iniciativa le llevó a esferas políticas. Para la época, eran inconcebibles los clubes de damas con fines distintos a la beneficencia. Las sesiones culturales necesariamente desembocaban en el tema de los derechos políticos de la mujer.
Dentro de la sección joven del Partido Conservador (que pronto tomó características rebeldes a la dirección del partido) tuvieron acogida estas nuevas ideas. En 1917 se hizo la presentación del primer proyecto de ley al Congreso Nacional para conceder derechos políticos a la mujer, los cuales se lograron en 1949.